# Vital Soares
Pour les articles homonymes, voir Soares.
Vital Henrique Batista Soares (Valença, 13 novembre 1874 — Salvador, 19 avril 1933) est un avocat et homme politique brésilien.
Il est président de l’État de Bahia et élu vice-président de la République conjointement avec Júlio Prestes, élu président de la République, mais aucun des deux n'a jamais pu entrer en fonction en raison de la Révolution de 1930.